# Kriegerdenkmal Fahrendorf
Das Kriegerdenkmal Fahrendorf ist ein denkmalgeschütztes Kriegerdenkmal im Ortsteil Fahrendorf der Gemeinde Dähre in Sachsen-Anhalt. Im örtlichen Denkmalverzeichnis ist das Kriegerdenkmal unter der Erfassungsnummer 094 25393 als Kleindenkmal verzeichnet.

## Allgemeines
Das Kriegerdenkmal Dähre auf einer Freifläche nordwestlich der Dorfkirche Fahrendorf wurde zum Gedenken an die gefallenen Soldaten des Ersten Weltkriegs errichtet. Beim Denkmal handelt es sich um einen aufgerichteten Findling auf einem Sockel, bekrönt von einem Adler auf einer Kugel und verziert mit einem Eisernen Kreuz.
Im Kreisarchiv des Altmarkkreises Salzwedel ist die Ehrenliste der Gefallenen des Ersten Weltkriegs erhalten geblieben. In der Kirche sind keine Gedenktafeln vorhanden.